# Le radici del cielo
Le radici del cielo (The Roots of Heaven) è un film del 1958 diretto da John Huston e ispirato al romanzo omonimo scritto nel 1956 da Romain Gary.

## Trama
Africa Equatoriale Francese. Morel è un fervente animalista il cui sogno sarebbe quello di non vedere più alcun animale cacciato dall'uomo. Dopo aver picchiato un trafficante d'avorio, inizia a raccogliere firme per una petizione contro la caccia agli elefanti. Ma l'iniziativa non ha successo: vi aderiscono solo una bella barista ed un ubriacone.
Morel rinuncia all'idea della petizione e decide di mettere in atto iniziative più dirette contro i cacciatori. Ferisce due di loro sparandogli nelle natiche. Poi forma un gruppo di attivisti assieme ad un naturalista (che si presenta affermando: «Il mio compito è difendere tutte le specie»), un glottologo ed un indigeno. Ad essi si aggiungono anche la barista Minna e l'alcolista Forsythe, che per l'occasione smette di bere.
Una sera gli attivisti irrompono in una villa durante una festa mondana, dove scherniscono pubblicamente una nobildonna appassionata di caccia, sculacciandola come una bambina. Seguiti poi da un cinico fotografo interessato a fare degli scoop, aiutano un branco di elefanti a fuggire dai cacciatori, i quali però reagiscono sparando su di loro; restano uccisi Forsythe ed il glottologo.
Gli attivisti sono in gravi difficoltà: oltre alla morte di due di loro, devono affrontare la scoperta che l'indigeno è un doppiogiochista ed il fatto che Minna, ammalatasi, non è più in grado di camminare. Compiono allora un estenuante tragitto per trasportare la ragazza in città affinché possa essere curata, con il rischio però, appena arrivati, di venire fucilati perché considerati dei fuorilegge. Ma essi hanno anche acquisito popolarità ed ammirazione tra la gente, perciò, una volta giunti in città, le autorità decidono di lasciarli liberi.